# Falkenfels
Falkenfels é um município da Alemanha, situado no distrito de Straubing-Bogen, no estado da Baviera. Tem 11,50 km² de área, e sua população em 2019 foi estimada em 1.040 habitantes.